# توماس كرولي
توماس كرولي (بالإنجليزية: Thomas Crowley) هو قاضي ومحامي وسياسي أمريكي، ولد في 30 سبتمبر 1935، وتوفي في 17 أغسطس 2013. حزبياً، نشط في الحزب الديمقراطي.